# Dolný Harmanec
Dolný Harmanec es un municipio del distrito de Banská Bystrica en la región de Banská Bystrica, Eslovaquia, con una población estimada a final del año 2024 de 264 habitantes.
Se encuentra ubicado en la zona centro-norte de la región, cerca del río Hron —un afluente izquierdo del Danubio— y de la frontera con la región de Žilina.

## Demografía
| Año        | 1994 | 2004    | 2014     | 2024    |
| ---------- | ---- | ------- | -------- | ------- |
| Población  | 187  | 204     | 246      | 264     |
| Diferencia |      | +9,09 % | +20,58 % | +7,31 % |

| Año        | 2023 | 2024    |
| ---------- | ---- | ------- |
| Población  | 269  | 264     |
| Diferencia |      | −1,85 % |